# 曾昻
曾昂（1452年—？年），字光表，江西吉安府吉水縣人，民籍，國子生，治《詩經》，明朝政治人物。

## 生平
江西鄉試第六名舉人。成化二十三年（1487年）中式丁未科會試第三百七名，二甲第一百零六名進士。弘治三年（1490年）十一月實授浙江道監察御史，九年巡按湖廣，十三年七月升福建按察司副使，福建沙县贼首胡天秀聚众三百馀人劫掠南沙二县，分巡副使曾昂督延平府同知丁隆等，率兵剿之，斩捕百四十七人，擒四十人，惟天秀未获，十五年五月天秀就擒。

## 家族
曾祖曾仲瞻；祖父曾學忠，贈監察御史；父曾相，監察御史。母周氏（封孺人），永感下。兄熙、烈、旻；弟晟。